# Rhizoplagiodontia lemkei
Espèce
Rhizoplagiodontia lemkei est une espèce éteinte de Rongeurs de la famille des Capromyidae, la seule du genre Rhizoplagiodontia. Ce petit mammifère se rencontrait seulement à Haïti. 
L'espèce a été décrite pour la première fois en 1989 par le zoologiste et biologiste américain Charles Arthur Woods.

## Distribution
Cette espèce est éteinte, elle était endémique du massif de la Hotte à Haïti.

## Publication originale
- Woods, 1989 : A new capromyid rodent from Haiti. The origin, evolution and extinction of West Indian rodents and their bearing on the origin of New World hystricognaths. Natural History Museum of Los Angeles County Science Series, n. 33, p. 59-89.